# 九宫庙街道
九宫庙街道，是中华人民共和国重庆市大渡口区下辖的一个乡镇级行政单位。

## 行政区划
九宫庙街道下辖以下地区：
马桑溪社区、庹家坳社区、创新社区、新工社区、锦霞社区、百花社区和葛老溪社区。